# Недумуді Вену
Недумуді Вену (നെടുമുടി വേണു, 22 травня 1948 — 11 жовтня 2021) — індійський актор, режисер та сценарист Моллівуду. Знявся у 343 фільмах мовою малаялам, 6 — тамілі, 1 — англомовному, телесеріалах — більше 10. Здобув номінації найкращого актора кінопремій штату Керала — 3 рази, Filmfare Awards — 2 рази, номінації Asianet Film Awards — 5,

## Життєпис
Справжнє ім'я Кесаван Вену Гопал. Народився 1948 року в м. Аллеппі (князівство Траванкор) у великій родині Кесавана Наїра, заступника директора місцевої школи, та Піллаї Кунджіккуттіямми. Був наймолодший з п'ятьох дітей. Початкову освіту здобув в середній школі «N S S» в Недуміді, потім навчався у вищій середній школі Святої Марії в Чампакуламі. Після цього поступив до коледжу Санатана Дхарми в Аллеппі. Під час навчання в коледжі, брав активну участь в театральних виставах і музичних конкурсах. Після закінчення коледжу працював журналістом у Калакаумуді, потім викладачем в інституті.
Недумуді Відень перебрався до Тируванантапураму, де він подружився з Аравінданом, Падмараджаном і Бхаратом Гопі. Це зрештою проклало шлях, для його кар'єри в кіно.
У 1960-х роках став працював у театральній трупі «Сопанам» відомого драматурга Кавалама Нараяни Панікера. У 1978 році знявся в своєму першому фільмі — «Thampu», режисер якого був його друг Аравіндан. Тоді ж взяв акторський псевдонім Недумуді Вену, під яким відомий дотепер. Втім акторський успіх до Вену прийшов лише після зйомок у фільмі «Aaravam» 1980 року. Того ж року здобув номінацію за роль другого плану Кінопремії штату Кералаза фільм «Chamaram».
Після кінострічок 1981 року — «Oridathoru Phayalvaan» та «Kallan Pavithran» — за ним закріпилося амплуа голови родини (karanavar). Тоді ж за роль у «Vidaparayum munpe» отримав номінації найкращого актора Кінопремії штату Керала та кінопремії Filmfare Awards. Це заклало підвалини для здобуття серед глядачів значної популярності. Водночас став відомим як голос фільмів, за участь в кінострічці «Minukku» отримав номінацію національної кінопремії Індії (2007 рік).
У 1990-х роках стрімка кар'єра Вену тривала. У 1990 році за роль у фільмі «Його Високість Абдулла» отримав перемогу у номінацію за найкращу чоловічу роль другого плану національно кінопремії Індії. Роль 1992 році у фільмі «Роджа» стала першою для Недумуді у фільмах мовою тамілі. В подальшому активно співпрацював з кіностудіями Коллівуду.
З кінця 1990-х років року став зніматися у телесеріалах. Визнання принесли головні ролі у серіалі «Parinamam», який здобув успіх на Міжнародному кінофестивалі в Ашдолі (Ізраїль), «Arimpara», «Margam» (перемога на Гаванському міжнародному кінофестивалі та спеціальний приз журі Національної кінопремії Індії), «Саїра» (перемога в номінації найкраща чоловіча роль на Зімбабвійському міжнародному кінофестивалі).
Початок 2000-х років сприяв міжнародному визнанню актора. У 2005 році отримав номінацію найкращого актора другого плану кінопремії Asianet Film Awards. У 2007 році знявся в англомовному фільмі «Chaurahen».

## Сценарист і режисер
Крім акторської кар'єри, Недумуді Відень, також написав сценарії до фільмів Kattathe «Kilikkoodu», «Theertham», «Шруті», «Ambada Njane», «Oru Katha Oru Nunnakkatha», «Savidham» і «Angane Oru Avadhikkalathu», зняв як режисер 1 фільм — «Pooram».

## Захоплення
Полюбляв грати на мріданґу, в чому виявив неабиякий талант.

## Родина
Дружина — Т. Р. Сушіла.
Діти:
- Унні
- Каннан